# Gegen die Wand
Gegen die Wand ist ein mehrfach ausgezeichneter Spielfilm des deutsch-türkischen Regisseurs Fatih Akin. Der Film schildert die Liebesgeschichte einer jungen, in Deutschland geborenen und aufgewachsenen Türkin, die mit einem alkoholkranken und drogensüchtigen Landsmann eine Scheinehe eingeht, um den Moralvorstellungen ihrer Eltern zu entkommen.
Der Film ist der erste Teil der Trilogie Liebe, Tod und Teufel, die 2007 mit Auf der anderen Seite fortgesetzt und 2014 mit The Cut abgeschlossen wurde.

## Handlung
Cahit, ein 40-jähriger Deutschtürke aus Hamburg, fährt alkoholisiert und ungebremst gegen eine Wand. Während der Zeit im Krankenhaus lernt er Sibel kennen, die ebenfalls wegen eines Suizidversuches dort ist. Sibel, eine junge Türkin, rebelliert gegen ihr traditionelles türkisches Elternhaus. Sie möchte ihr eigenes Leben leben, sagt: „Ich will leben, ich will tanzen, ich will ficken. Und nicht nur mit einem Typen.“ Um diese Unabhängigkeit von ihrem strengen Vater und ihrem dominanten Bruder zu erlangen, sieht sie nur noch die Möglichkeit, eine Scheinehe einzugehen. Cahit, der seine türkische Muttersprache „weggeworfen“ hat, auf jede Frage nach seiner mysteriösen Vergangenheit aggressiv reagiert und sein Taschengeld mit dem Aufsammeln von Flaschen im autonomen Kulturzentrum „Fabrik“ verdient, willigt nach einem weiteren Suizidversuch von Sibel ein, sie zu heiraten. Als er bei deren Eltern um die Hand ihrer Tochter anhält, gibt er vor, der Geschäftsführer der Gaststätte zu sein, in der er arbeitet.
Nach der Hochzeit und Sibels Einzug bei ihm sieht er anfangs äußerlich unbeteiligt zu, wie sie ein unbeschwertes und zügelloses Leben führt. Doch nach und nach wird ihm klar, dass er für Sibel mehr empfindet, dass er sie liebt. Im Affekt tötet er einen früheren One-Night-Stand Sibels mit einem Aschenbecher, nachdem der ihn zuvor minutenlang gereizt und schließlich wie einen Zuhälter nach der Geldsumme für eine gewünschte Leistung von Sibel gefragt hatte. Cahit wird zu einer mehrjährigen Haftstrafe verurteilt. Sibels Bruder verfolgt sie, möglicherweise um sie bestrafen oder umzubringen. Sibel, die sich nun selbst in Cahit verliebt hat, wird von ihrer Familie verstoßen. Sie verspricht Cahit, auf ihn zu warten, und zieht nach Istanbul, wo sie anfangs in einem Hotel arbeitet, in dem ihre Cousine Selma als Managerin angestellt ist.
Nach Aufkündigung dieser Tätigkeit verfällt sie Drogenexzessen und verkommt in ihrer Trauer. Eines Nachts wird sie unter Drogen vergewaltigt und von drei Männern, die sie zuvor provoziert hat, beinahe getötet. Ein Taxifahrer findet sie. Als Cahit sie jedoch nach seiner Haftentlassung aufsucht, hat sie ihr Leben geordnet und eine neue Beziehung begonnen. Es ist unklar, ob ihre Tochter aus dieser Beziehung hervorging oder eine Folge der Vergewaltigung ist. Nach zwei gemeinsamen Tagen schlägt Cahit eine Verabredung der beiden am Busbahnhof vor, um von dort aus zusammen mit Sibels kleiner Tochter in seinen Geburtsort Mersin zu reisen und dort ein neues Leben zu beginnen. Als Sibel zur vereinbarten Zeit nicht erschienen ist, fährt Cahit allein nach Mersin ab.

## Hintergrund
Der Film wurde in der „Fabrik“ in Hamburg-Altona sowie auf dem Heiligengeistfeld im Hamburger Stadtteil St. Pauli gedreht. Die Aufnahmen im Krankenhaus entstanden in der Asklepios Klinik Nord im Stadtteil Langenhorn. Außerdem wurde in Istanbul gedreht. Die Szenen in der Bar (u. a. wo Cahit Sibels früheren One-Night-Stand tötet) wurden in der „Zoe Bar“ gedreht (Clemens-Schultz-Str., heute befindet sich dort die Bar „Möwe Sturzflug“).
Am 12. Februar 2004 feierte der Film bei den Internationalen Filmfestspielen Berlin Premiere, am 11. März lief er in den deutschen Kinos an. In Österreich war er ab dem 2. April und in der Schweiz ab dem 6. Mai 2004 zu sehen.
Am zweiten Wochenende nach dem Kinostart spielte er fast eine halbe Million Euro an den deutschen Kinokassen ein. Bis zum Ende des Jahres 2004 wurden dort über 760.000 Besucher gezählt.
Gegen die Wand war der erste deutsche Film seit 17 Jahren, der bei der Berlinale einen Goldenen Bären gewinnen konnte.
Für die Rolle der Sibel Güner wurden von Fatih Akin mehr als 350 Darstellerinnen zu einem sich über ein Jahr hinziehenden Casting geladen. Die Rolle wurde schließlich an Sibel Kekilli vergeben, die in einem Kölner Einkaufszentrum entdeckt wurde. Drei der Frauen, die ebenfalls für diese Rolle vorgesprochen haben, sind in einer Szene zu sehen, in der sie sich auf einer Couch sitzend über ihre Ehemänner unterhalten. Die Rolle von Sibels Bruder Yilmaz besetzte Fatih Akin mit seinem Bruder Cem Akin.
Birol Ünel hatte keinen Wehrdienst in der Türkei geleistet und konnte daher nicht in sein Heimatland reisen, ohne zu riskieren, verhaftet zu werden. Erst in letzter Minute entschied sich das türkische Parlament dazu, die Einreise ohne drohende Sanktionen zu erlauben, um den Film fertigstellen zu lassen.
Nach dem ersten Schnitt hatte der Film eine Spielzeit von vier Stunden, schließlich wurde er auf 121 Minuten gekürzt.
Um die Produktionskosten zu reduzieren und zugleich natürlicher zu wirken, brachten die meisten Schauspieler ihre eigene Kleidung zum Set mit.
Nach dem Vorbild klassischer Tragödien wurde der Film in Musikakte unterteilt. Selim Sesler ist mit einem Orchester am Bosporusufer zu sehen. Bei der Sängerin, welche die beiden bekannten Volkslieder Saniye’m und Şu Karşıki Dağda Bir Fener Yanar singt, handelt es sich um die Schauspielerin Idil Üner.
Für die Choreographie der Kämpfe im Film arbeitete Akin wie auch bei einigen seiner früheren Filme mit dem Kampfsportler Emanuel Bettencourt zusammen.
Die deutsche Free-TV-Premiere des Films war am 23. Oktober 2006 um 20.40 Uhr auf Arte.

## Kritik und Stimmen
Der Film verarbeitet zwei große Themen:
Da ist zunächst die Frage nach der Identität des türkischstämmigen Einwanderers Cahit, der seit 30 Jahren in Deutschland lebt, und der jungen türkischen Frau Sibel, die in Deutschland geboren und, umgeben von einer weltoffenen deutschen Gesellschaft, traditionell türkisch erzogen wurde. „Selten spürte man im Kino einen derartigen Lebenshunger: In seinem preisgekrönten Film ,Gegen die Wand‘ entwirft der Hamburger Regisseur Fatih Akin virtuos und kompromisslos das hochemotionale Drama zweier Deutschtürken auf der Suche nach Identität.“ schreibt Oliver Hüttmann in Spiegel Online.
Das zweite Thema ist die Liebesgeschichte zwischen Cahit und Sibel, die reich an Gefühlen und Wirrungen, an Missverständnissen und falschen Vorstellungen ist. Fritz Göttler schrieb dazu in der Süddeutschen Zeitung: „Wahnsinnige Liebe ist das Thema dieses Films. Und Selbstzerstörung. Und: Liebe = Selbstzerstörung. Fatih Akin denkt an Kurt Cobain und Jim Morrison, die Meister der poetischen Selbstzerstörung. Die Gleichung funktioniert, so wird uns suggeriert, nur noch bei den anderen, den Fremden, den Türken. Also nimmt der Film uns mit auf einen Trip in diese Welt, dort ist archaisches Leben – Blut, Schweiß, Tränen –, dort endet eine Szene gern im Exzess.“
Was beide Themen verbindet ist die Selbstzerstörung: durch maßlosen Alkoholismus, durch die Amokfahrt gegen eine Wand, durch Suizidversuche und durch Gewalt gegen andere. Selbstzerstörung als Rebellion gegen und zum Ausbruch aus der vorgegebenen Identität, Selbstzerstörung aus Liebe.
Die Lösung, die der Film anbietet, ist die Rückkehr in die Türkei. Cahit verändert sich durch die Liebe zu Sibel zusehends und sie lässt ihn die Zeit im Gefängnis überstehen und abstinent werden. Sibel erlebt in Istanbul den Höhepunkt ihrer Selbstzerstörung, bevor sie ihr Leben ordnet. Die Antwort auf die Frage, warum sie dies tut, bleibt der Film schuldig. Ob die Rückkehr in die Türkei eine akzeptable Lösung für Sibel und Cahit ist, muss der Zuschauer selbst entscheiden. Aber es ist die Lösung, für die beide Charaktere die nötige Kraft haben.
Akin gelingt es, die Geschichte durch eine intensive Bildsprache sehr realistisch zu erzählen. Sie wird von einem Soundtrack begleitet, der ihren Kontrast voll aufnimmt: Depeche Mode gegen türkisches Volkslied.
Nach der Verleihung des Goldenen Bären und dem Bekanntwerden der Vergangenheit der Hauptdarstellerin Sibel Kekilli konzentrierte sich die Diskussion in den deutschen Medien, insbesondere den Boulevardblättern, zunächst auf ihre Mitwirkung als Darstellerin in Pornofilmen. Die Tatsache, dass Gegen die Wand der erste erfolgreiche deutsche Film im Rennen um den Goldenen Bären seit Jahren war, wurde weitgehend ausgeblendet. Michael Althen kommentierte: „Ein Goldener Bär, eine schmähliche Kampagne, jetzt wird man sehen, was das alles bringt, und kann womöglich erleben, wie der Film all die Erwartungen spielend unterläuft. Denn die kuriose Liebesgeschichte zweier gescheiterter Selbstmörder besitzt nicht nur eine verstörende Kraft durch die Unbedingtheit, mit der sie erzählt wird, sondern auch eine überraschende Zärtlichkeit für ihre beiden Figuren, denen der Sinn eigentlich nach ganz anderen, viel direkteren Gefühlen steht.“
Akin verband bei den Dreharbeiten mit Birol Ünel eine Art Hassliebe:

„Cahits Charakterisierung als ‚verlorene Seele‘ war auf Birol zugeschnitten – auch wenn in dieser Rolle viele meiner Sehnsüchte und Bedürfnisse, Normen zu durchbrechen, enthalten sind. Wie Kurt Cobain und Jim Morrison huldigt er einer poetischen Selbstzerstörung.“

## Auszeichnungen
Der Film Gegen die Wand erhielt folgende Ehrungen:
- Goldener Bär auf der Berlinale 2004
- Preis des Internationalen Verbands der Filmkritik (FIPRESCI) auf der Berlinale 2004
- New Faces Award für Sibel Kekilli als beste Nachwuchsdarstellerin 2004
- Fünf Lolas in Gold beim Deutschen Filmpreis 2004:
  - Bester Film
  - Beste Regie
  - Beste Hauptdarstellerin: Sibel Kekilli
  - Bester Hauptdarsteller: Birol Ünel
  - Beste Kamera: Rainer Klausmann
- Europäischer Filmpreis 2004:
  - Bester Film
  - Publikumspreis für die beste Regie
- Gilde-Filmpreis 2004 in Gold im Rahmen der Filmmesse Leipzig
- Silver Mirror Award 2004 beim Festival Films from the South (Film fra sør) in Oslo
- Bester Film auf dem Ourense Film Festival in Spanien
- Publikumspreis auf dem Festival de Cine in Sevilla in der Sektion Europa, Europa
- Spanischer Filmpreis Goya als bester europäischer Film 2005
- Deutscher Kamerapreis in der Kategorie Kamera Kinospielfilm an Rainer Klausmann
- Golden Camera 300 auf dem Manaki Brothers Film Festival in Bitola an Rainer Klausmann
- Bester fremdsprachiger Film 2006 der National Society of Film Critics Award

## Adaptionen
Das Drehbuch wurde von Ludger Vollmer als Oper in deutscher und türkischer Sprache adaptiert, die Uraufführung war am 28. November 2008 am Theater Bremen.
Bereits seit 2007 führt unter anderem die Studiobühne des Maxim-Gorki-Theaters in Berlin eine von Mathias Huhn inszenierte Sprechtheaterfassung des Filmes auf. Diese stammt von Armin Petras.
Das Junge Theater Göttingen führte im September 2011 unter der Regie von Andreas Döring eine komprimierte Fassung von Gegen die Wand auf.
2012 wurde am Theater Konstanz eine weitere Theaterinszenierung aufgeführt, bei diesem Bühnenstück führte der Kabarettist Serdar Somuncu Regie.